# AT4
L'AT4 è un Cannone senza rinculo anticarro leggero monouso sviluppato in Svezia dalla Saab Bofors Dynamics.

## Storia
L'AT4 fu presentato in una gara di appalto  per la fornitura allo US Army di una nuova arma anticarro insieme all'Armbrust. Ben impressionato dalle capacità dell'AT4, l'US Army decise ben presto di migliorarlo ridisegnando alcune parti dell'arma e solo dopo decise di adottarlo in sostituzione dell'M72 LAW, designandolo M136.
Infine, anche l'esercito svedese approvò le modifiche e di conseguenza ordinò la versione americana dell'AT4. All'inizio degli anni novanta venne testata una versione da 120mm (Bofors AT 12), equipaggiata con testate HEAT in tandem, che avrebbe potuto penetrare le corazzature dei più moderni carri armati. Il progetto fu poi cancellato a causa della dissoluzione dell'Unione Sovietica e dei seguenti tagli alla difesa. Nell'esercito americano, con la denominazione M136 AT4, è diventato l'arma anticarro leggera standard della fanteria affiancando l'M72 LAW, mentre nel Corpo dei Marines è stato sostituito dall'FGM-172 SRAW.

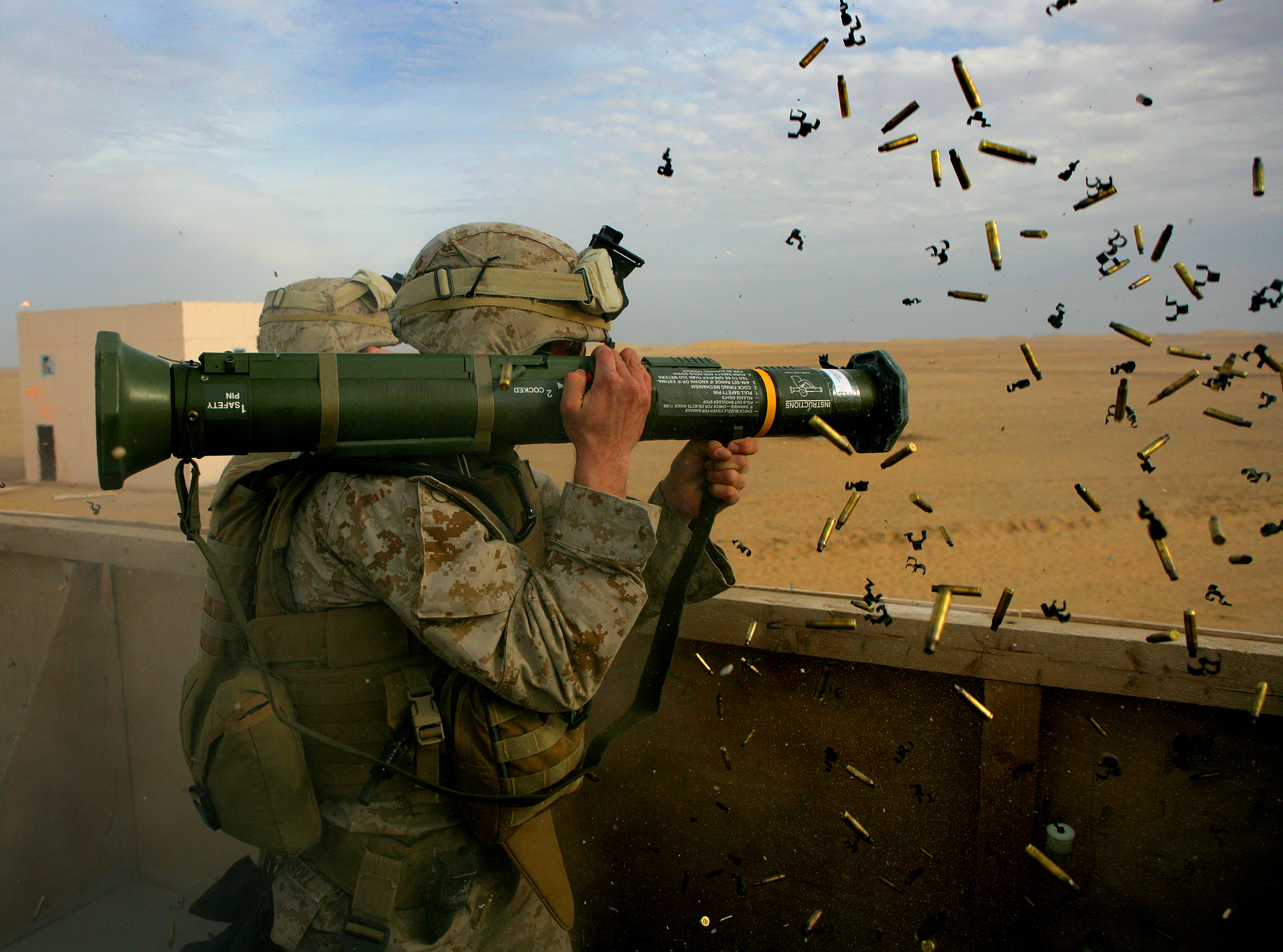
Un Marine Statunitense impegnato in una sessione di addestramento

## Caratteristiche

### Descrizione generale
L'AT4 è un'evoluzione del 74mm Pskott m/68 (Miniman) adottato dall'esercito svedese nel 1960. Come l'm/68 anche l'AT4 è stato progettato dalla Försvarets Fabriksverk (FFV) e costruito dalle loro catene di montaggio a Zakrisdal, Karlstad, Svezia.
Progettato per dotare la fanteria di maggiori capacità offensive negli ingaggi ravvicinati (circa 300 metri) contro cingolati da trasporto truppe o corazzati, oggi non è in grado di provocare danni consistenti ai moderni carri da combattimento (MBT - Main Battle Tank). L'AT4 viene dotato della testata già in fase di produzione, quindi al momento dell'uso è già pronto al fuoco, ed è utilizzabile anche da personale scarsamente addestrato. Essendo un'arma monouso, dopo il lancio il tubo viene abbandonato.

### Funzionamento
L'AT4 opera principalmente sui principi dell'arma senza rinculo, ciò vuol dire che il movimento in avanti della testata è bilanciato dalla massa del propellente che viene espulso dal retro del lanciarazzi. Vista l'assenza di rinculo, può essere sparato un proiettile abbastanza grande, che altrimenti non potrebbe essere sparato da un'arma da spalla portatile. In più la canna davanti può essere alleggerita, visto che non deve sopportate l'estrema pressione esercitata sul fondo di altre armi convenzionali.
Lo svantaggio di questo design è che provoca un'esplosione nell'area retrostante all'utilizzatore, esplosione che ne limita l'uso in spazi ristretti a causa delle ferite che può provocare ad eventuali amici nelle vicinanze e all'utilizzatore stesso. Questo problema è stato risolto nella versione AT4-CS (Confined Spaces), creata specificatamente per l'utilizzo in aree urbane. Questa versione utilizza un contrappeso di acqua salata nella parte posteriore del tubo che assorbe l'esplosione.
Prima di sparare, bisogna togliere due sicure, caricare un percussore e poi premere il pulsante di lancio. La mira può essere presa con un mirino di plastica regolabile, e in aggiunta un'ottica per la visione notturna smontabile.
Per gli addestramenti, visto il costo di un singolo lanciatore, si preferisce usare una versione d'addestramento che spara traccianti da 9 mm o da 20 mm e che riproduce l'effetto di un lancio reale.

### Il munizionamento
Ci sono diversi tipi di testate, tutte da 84mm, adatte per la distruzione di veicoli o per la demolizione di fortificazioni nemiche, è anche da notare che essendo usa-e-getta ogni colpo è precaricato:
- HEAT (High Explosive Anti-Tank): è la testata anticarro più usata. Ha una capacità di penetrazione di 420mm di acciaio.
- HEDP (High Explosive Dual Purpose): è la testata utilizzata per la demolizione di edifici o bunker; può essere regolata per esplodere all'impatto o per un'esplosione ritardata.
- HP (High Penetration): è una testa anticarro più potente della normale HEAT, potendo penetrare da 500 a 600mm di acciaio.

## Utilizzatori
- Argentina
- Bosnia ed Erzegovina
- Brasile
- Cile
- Colombia
- Danimarca, rinominato PVV M/95 (Panserværnsvåben Model 1995).
- Estonia
- Francia, designato come ABL (Anti Blindé Léger) dall'Arméé de Terre
- Iraq
- Irlanda, rinominato SRAAW (Short Range Anti Armour Weapon) dall'esercito Irlandese
- Lituania
- Malaysia, in servizio come equipaggiamento base delle forze speciali Malesi.
- Paesi Bassi
- Svezia, designato come Pansarskott m/86.
- Taiwan
- Regno Unito, designato come L2A1 (ILAW) (AT4 CS con testate HP), usato dalla British Army.
- Ucraina, oltre 5.000 forniti dalla Svezia alle forze terrestri ucraine durante l'invasione russa dell'Ucraina del 2022[1].

- Stati Uniti, rinominato M136 AT4 nell'USMC e nell'US Army. In servizio da inizio 1987.[2]
- Venezuela

## Nella cultura di massa
- In ambito videoludico, l'AT4 compare tra le armi dei videogiochi Deus Ex[3] (dove viene denominato LAW),  in Battlefield 3 e in Call of Duty: Modern Warfare 2
- In ambito cinematografico, l'AT4 compare nel film Planet Terror, World Invasion e World in War.